# ヘンリー・アレクサンダー (第5代スターリング伯爵)
第5代スターリング伯爵ヘンリー・アレクサンダー（英語: Henry Alexander, 5th Earl of Stirling、1664年11月7日 – 1739年12月4日）は、スコットランド貴族。1691年までアレクサンダー卿の儀礼称号を使用した。

## 生涯
第4代スターリング伯爵ヘンリー・アレクサンダーと1人目の妻ジュディス・リー（Judith Lee、1645年頃 – ?）の長男として、1664年11月7日に生まれ、14日にビンフィールドで洗礼を受けた。
1690年5月5日、エリザベス・ホビー（Elizabeth Hoby、1667年 – 1694年10月10日、初代準男爵サー・エドワード・ホビーの娘）と結婚した。
1691年2月に父が死去すると、スターリング伯爵の爵位を継承した。
1739年12月4日に自宅で死去、18日にビンフィールドで埋葬された。死去から20年後、ウィリアム・アレクサンダーがスターリング伯爵を自称したが、貴族院は1762年3月10日にウィリアムにスターリング伯爵を名乗る権利がないとの裁定を下した。